# Артемьев, Иван Тимофеевич (футболист)
Ива́н Тимофе́евич Арте́мьев (7 (19) августа 1895, Лобково, Рязанская губерния, Российская империя — 18 октября 1968, Москва, СССР) — русский советский футболист, центральный нападающий и полузащитник ряда московских команд, в том числе «Новогиреево» (1914—1918), «Красная Пресня» (1922—1923), «Динамо» (1923—1926), «Пищевики» (1927), «Трёхгорка» (1928—1929).

## Биография
Придя в «Русское гимнастическое общество» из Кружка футболистов «Сокольники» (КФС), Иван с другими спортсменами пришедшими из КФС, были сторонниками переименования русского гимнастического общества в «Красную Пресню». Но это не получилось. Был найден компромисс, и «Русское гимнастическое общество» было переименовано в «московский клуб спорта (МКС)». За 1922 год футбольную команду «Московский клуб спорта (МКС)» в народе называли «Красной Пресней». В результате спортсмены «вернулись» к этому названию. Благодаря этим сменам названия спортивное общество «Русское гимнастическое общество» продолжило существование после реорганизации спорта в СССР 1923 году, но уже под новыми названиями: «Московский клуб спорта (МКС)», «Красная Пресня», «Пищевики», «Промкооперация», «Спартак».
Один из организаторов футбольных клубов: MKC (Московский клуб спорта — родоначальник «Спартака») и московского «Динамо» (первый капитан команды «Динамо»); инициатор строительства первых московских стадионов. Педагог, тренер детских и юношеских команд «Дукат» (1933), «Динамо» (1934—1936), «Спартак» (1937—1948). Заслуженный тренер РСФСР (1966).
С начала 1910-х годов, когда футбол только появился в Москве, Иван и его братья Пётр, Тимофей, Георгий (Егор) и Сергей (сын — Виталий) и впоследствии сын Валентин стали увлечёнными футболистами.
Похоронен в Москве на Ваганьковском кладбище.

## Примечание
1. ↑  Артемьев Тимофей Тимофеевич. Сайт футбольной статистики (21 сентября 2022). Дата обращения: 21 сентября 2022. Архивировано 23 сентября 2022 года.